# Alkésztisz

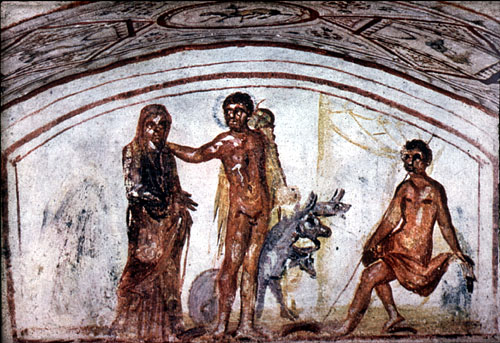
Alkésztisz Héraklész és Ceberius társaságában, 4. századi falfestmény

Alkésztisz (görög betűkkel Ἄλκηστις, latinosan Alcestis) a görög mitológiában Péliasz görög király leánya, Admétosz felesége. Férjének Apollón a jó bánásmódért cserébe felajánlotta, hogy ha valaki önként felajánlja saját életét halálának órájában, akkor megmenekül a haláltól. Alkésztisz önként hajlandó volt meghalni férje helyett, ám a jelenlévő Héraklész lement az Alvilágba és felhozta őt, így újra élhették tovább életüket. Alkésztiszt a halálból visszatérő örök szerelem jelképeként tisztelték.